# 居然智家

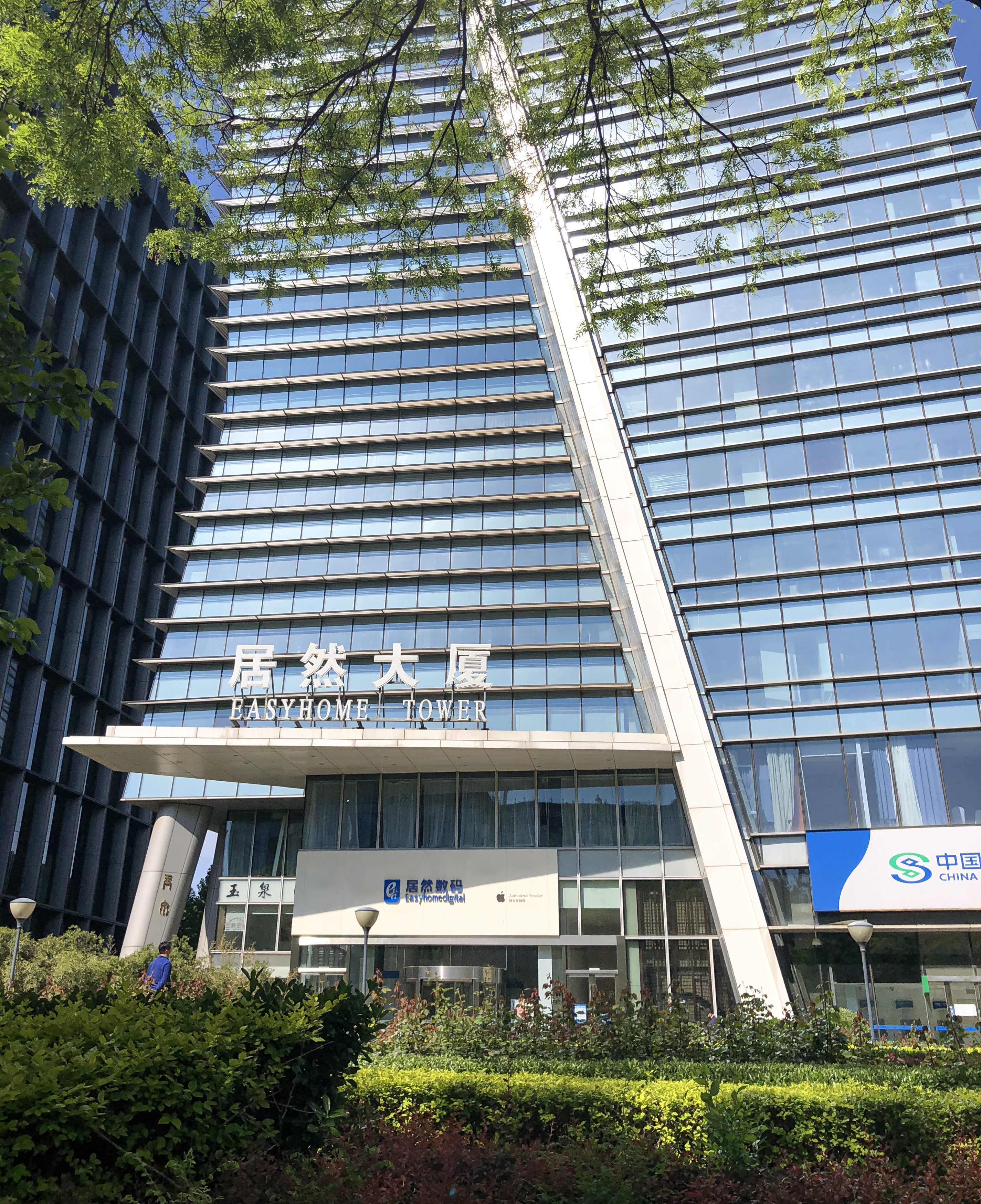
居然之家总部居然大厦

居然智家新零售集团股份有限公司（深交所：000785，简称居然智家，前称居然之家），是中国深圳证券交易所的一家上市公司，主要从事零售业务，包含现代百货、购物中心以及超市和家居卖场业务、家居建材超市业务和家装业务。

## 历史
公司前身武汉市中南商业大楼是经武汉市商业局批准于1984年9月成立的国有企业。1990年4月25日经过股份制改造组建设立武汉中南商业（集团）股份有限公司。1997年2月19日更名为武汉中商集团股份有限公司，同年7月11日在深圳证券交易所挂牌上市。2019年12月23日，公司名称变更为居然之家新零售集团股份有限公司。
2021年，公司实现营业收入130.71亿元，同比增长44.88%；实现净利润23.25亿元，同比增长71.36%。
2024年12月鉴于AI技术发展，改名为居然智家。